# Лаймбах (река)
Лаймбах (нем. Leimbach) — река в Германии, протекает по земле Баден-Вюртемберг. Правый приток Рейна. Длина — 38 км, площадь водосборного бассейна — 140 км².
Река Лаймбах берёт начало в районе деревни Бальцфельд. Течёт на северо-запад. На реке расположены следующие населённые пункты (от истока до устья): Бальцфельд, Хорренберг, Дильхайм, Вислох, Зандхаузен, Офтерсхайм, Шветцинген. Впадает в Рейн в коммуне Брюль. Наиболее крупные притоки — реки Гауангельбах и Вальдангельбах.
На реке Лаймбах расположен Шветцингенский дворец. Воды реки использованы для создания рвов и прудов дворца.
Высота истока составляет 204 м, высота устья — 94 м.